# Frankenstein (film, 1994)
A  Mary Shelley: Frankenstein (eredeti cím: Mary Shelley's Frankenstein) 1994-ben bemutatott filmdráma Kenneth Branagh rendezésében, Mary Shelley azonos című regényének adaptációja. A rendező a tőle megszokott módon sehol sem tért el az eredeti mű cselekményétől, és térben és időben sem változtatott a történeten. Branagh Victor Frankenstein szerepét is magára osztotta, a szörnyszülött megformálója pedig Robert De Niro volt.

## Történet
A fiatal Victor Frankenstein Genfben kémiát és biológiát tanuló tehetséges ifjú, aki elektromossággal kísérletezik. Célja egy érző, emberi lényt megteremteni. Mivel teremtményéhez csak holttesteket tud felhasználni, ezért az összefércelt lénynek borzasztó külseje lesz, melytől még a teremtője is elborzad. Elpusztítani képtelen, ezért sorsára hagyja a laboratóriumban.
A lény fázik és fél, nem érti az őt körülvevő világot, és elbujdosik a bajor erdőkben, ahol egy kis család életének lesz néma kísérője. Tanul tőlük, és amikor nem látják őt segít nekik kivételes fizikumával. Hosszas tépelődést követően felfedi magát az emberek előtt, reméli, hogy befogadják, ők azonban megrémülnek tőle és elkergetik, majd egy gyilkosságot is elkövet akaratlanul. Végül a köpenye zsebében talált notesz segítségével felkeresi teremtőjét, aki ígéretet tesz neki, hogy nőt teremt mellé, hogy ne legyen egyedül magányában. Viszont Frankenstein később meggondolja magát, és félbeszakítja munkáját.
A lény dühében bosszút esküszik, most már szántszándékkal öl: méghozzá Frankenstein legjobb barátját, Clervalt, majd ő tesz ígéretet teremtőjének, hogy jelen lesz a nászéjszakáján. Így is tesz, minden elővigyázatosság ellenére elpusztítja a fiatalasszonyt, kivágja a szívét. Vad hajsza veszi kezdetét. Frankenstein egészen az Északi-sarkig követi teremtényét, de mielőtt rátalálna, végkimerültség végez vele Walton kapitány hajóján.

## Szereposztás
| Szerep                  | Színész              | Magyar hang (HBO) | Magyar hang (Fórum Hungary) |
| ----------------------- | -------------------- | ----------------- | --------------------------- |
| Victor Frankenstein     | Kenneth Branagh      | Selmeczi Roland   | Széles László               |
| A teremtmény            | Robert De Niro       | Reviczky Gábor    | Reviczky Gábor              |
| Frankenstein báró       | Ian Holm             | Cs. Németh Lajos  | Fodor Tamás                 |
| Elizabeth Frankenstein  | Helena Bonham Carter | Györgyi Anna      | Szávai Viktória             |
| Henry Clerval           | Tom Hulce            | Fazekas István    | Gyabronka József            |
| Robert Walton kapitány  | Aidan Quinn          | Anger Zsolt       | Huszár Zsolt                |
| Waldman professzor      | John Cleese          | Szokolay Ottó     | Barbinek Péter              |
| Krempe professzor       | Robert Hardy         | Dobránszky Zoltán | Cs. Németh Lajos            |
| Victor anyja            | Cherie Lunghi        | N/A               | N/A                         |
| Nagyapó                 | Richard Briers       | Palóczy Frigyes   | Izsóf Vilmos                |
| Schiller                | Hugh Bonneville      | N/A               | N/A                         |
| Mrs. Moritz házvezetőnő | Celia Imrie          | Fodor Zsóka       | N/A                         |
| Justine Moritz, a lánya | Trevyn McDowell      | Tallós Rita       | N/A                         |

## Fogadtatás
A film az Amerikai Egyesült Államokban anyagilag megbukott, de a tengerentúli bevételekkel együtt már nyereséges volt. Kritikai szempontból is vegyes fogadtatást kapott.

## Díjak és jelölések
- 1995: BAFTA-díj, legjobb látványtervezés jelölés: Tim Harvey
- 1995: Oscar-díj, legjobb smink és maszk jelölés